# Suite en concert pour flûte et percussion
La Suite en concert pour flute et percussion est une composition de musique de chambre pour flûte et quatre percussions d'André Jolivet. Composée en 1965, elle a été créée le 23 février 1966 par Jean-Pierre Rampal sous la direction de Daniel Chabrun à l'ORTF.

## Présentation
La Suite en concert est une œuvre d'André Jolivet composée en 1965 et créée le 23 février 1966 à Paris, à l'ORTF, par Jean-Pierre Rampal à la flûte, sous la direction de Daniel Chabrun. Bien que fréquemment sous-titrée « Deuxième concerto pour flûte », la partition, de par son effectif instrumental qui associe la flûte à quatre percussionnistes, relève de la musique de chambre.
La pièce, « renouant avec un plaisir évident avec la dimension magique des Incantations », est l'une des plus célèbres de Jolivet. Par la variété des percussions utilisés, des peaux frappées aux métaux frottés, l’œuvre multiplie « les formes de dialogue avec la flûte, tantôt de façon conflictuelle, tantôt de façon complice, au cours des quatre mouvements qui expriment chacun un caractère déterminant le type de relation » :
1. Modéré, frémissant ;
2. Stabile, (avec emploi de la flûte en sol) ;
3. Hardiment ;
4. Calme, véloce, apaisé.

La durée moyenne d'exécution de la Suite en concert est de seize minutes environ.